# Air Ostrava
AIR OSTRAVA spol. s r. o. byla česká letecká společnost. Byla založena 1. ledna 1994 společností Vítkovice pod názvem AIR VÍTKOVICE, spol. s r. o. Společnost převzala letadla od Air Vítkovice, která vznikla už v roce 1977 jako součást Vítkovických železáren. Ta po roce 1989 krátce provozovala pravidelnou i nepravidelnou přepravu osob a nákladu, a to například na lince Praha – Ostrava.
Již 12. dubna téhož roku byla firma prodána společnosti JOB AIR a 19. května se název změnil na  AIR OSTRAVA spol. s r. o. a sídlo bylo přeneseno z Ostravy do Mošnova. Od 15. května 1995 se majitelem stala společnost Chemapol Group. Firma převzala pět letounů Let L-410 a začala létat linku Ostrava – Praha, ta létala až čtyřikrát za týden. Později po pronajmutí nových strojů společnost rozšířila linky z Ostravy do Verony, Amsterdamu a například Norimberku. V roce 2000 firma zastavila všechny lety a vyhlásila bankrot.

## Destinace

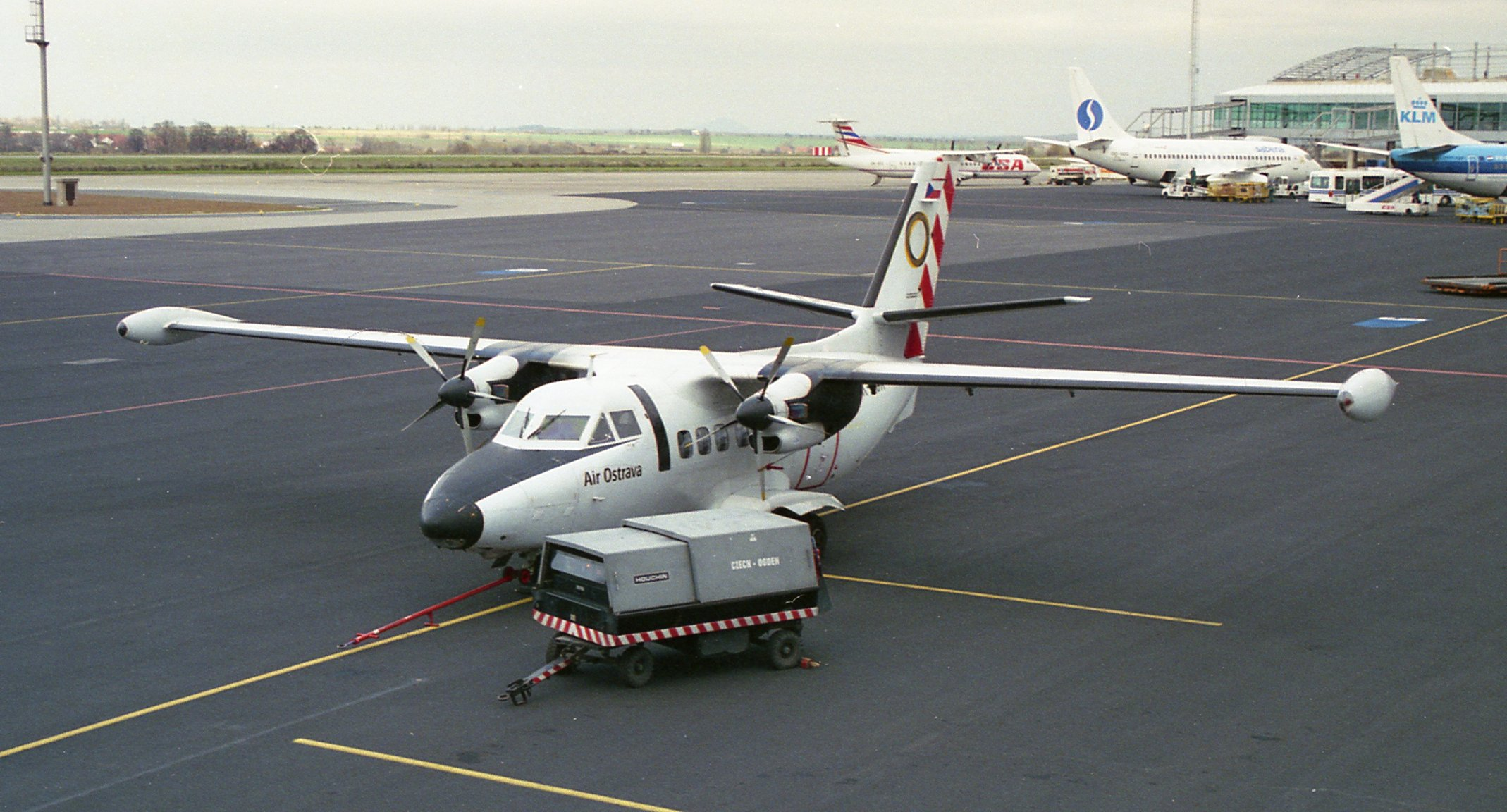
L-410 na ruzyňském letišti (1996)

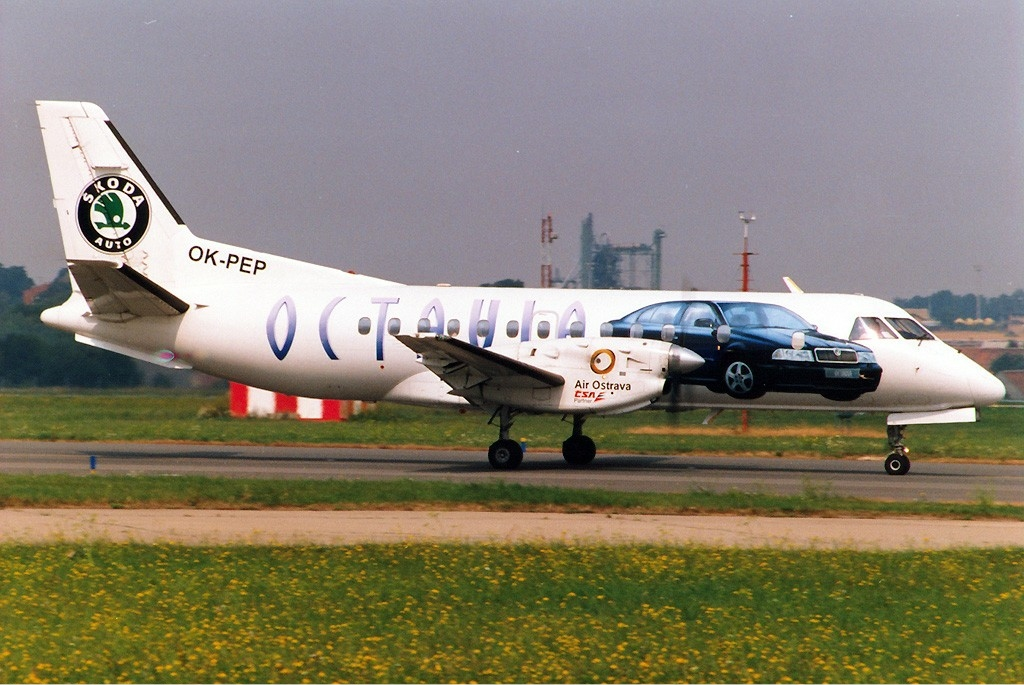
Saab 340 Air Ostrava v barvách Škoda Octavia (1997)

Z ostravského letiště:
- Praha
- Vídeň
- Norimberk
- Verona
- Amsterdam
- Žilina

Z pražského ruzyňského letiště:
- Ostrava
- Berlín, Hannover
- Lublaň[6]

### Codeshare
Společnost Air Ostrava spolupracovala s následujícími společnostmi:
- České aerolinie (linka OSR-PRG)

## Flotila
Za celou dobu se ve flotile Air Ostrava vystřídalo přibližně 17 letounů. Společnost plánovala také nákladní lety s letounem Lockheed L-1011 TriStar, letoun byl ovšem po přestavbě na nákladní verzi prodán do USA.
| Letoun                         | Počet | Zařazení   | Vyřazení | Poznámky | Imatrikulace                   |
| ------------------------------ | ----- | ---------- | -------- | --- | ------------------------------ |
| Let L-410                      | 5     | 1994       | ?        | | OK-SDA, OK-WDV, OK-WDR, ?      |
| British Aerospace Jetstream 31 | 2     | 1993, 1995 | ?        | | OK-REJ, OK-SEK                 |
| British Aerospace ATP          | 2     | 1995       | 1995     | V roce 2016 létalo jako G-MANO u letecké spol. Atlantic Airlines                                            | OK-VFO, OK-TFN                 |
| Cessna Citation III            | 1     | ?          | ?        | | ?                              |
| Saab 340A                      | 4     | 1996       | 2000     | | OK-PEP, OK-TOP, OK-REK, OK-UFO |
| Learjet 31A                    | 1     | ?          | ?        | | ?                              |
| Fokker F.28-4000               | 2     | 1996       | 1996     | Původně měly létat na lince Praha – Moskva, neobdržely ale povolení, takže létaly přes sezónu do Středomoří | OK-MEO, OK-IEL                 |
| Celkem                         | 17    |            |          | |                                |